# Caleb Walker
Caleb Orion Walker (Hutchinson, Kansas, 16 de diciembre de 1989) es un jugador de baloncesto estadounidense que pertenece a la plantilla del SLUC Nancy de la Pro A, la primera categoría del baloncesto francés. Con 1,91 metros de estatura, juega en la posición de escolta.

## Trayectoria deportiva
Es un jugador formado en la Hutchinson High School de su ciudad natal, antes de ingresar en 2008 en Butler Community College de El Dorado (Kansas), donde disputó dos temporadas. En 2010, ingresa en la Universidad de Nebraska-Lincoln, situada en la ciudad de Lincoln, donde jugaría durante dos temporadas la NCAA con los Nebraska Cornhuskers.
Tras no ser drafteado en 2012, firmó por el Team FOG Næstved de la Basketligaen danesa.
En la temporada 2013-14, llega al White Wings Hanau de la ProA, la segunda división alemana.
En la temporada 2014-15, firma por los Malabo Kings de la liga de baloncesto de Guinea Ecuatorial y acabaría la temporada en el Stade Nabeulien de la liga de baloncesto de Túnez.
En 2015, regresa a Dinamarca para jugar en el Team FOG Næstved de la Basketligaen danesa.
En la temporada 2016-17, firma por el ALM Evreux Basket de la LNB Pro B, la segunda categoría del baloncesto francés, donde jugaría dos temporadas.
En la temporada 2018-19, firma por el Phoenix Brussels de la Pro Basketball League belga.
En la temporada 2019-20, firma por el Fos Provence Basket de la LNB Pro B, la segunda categoría del baloncesto francés.
En la temporada 2020-21, se compromete con el Sport Lisboa e Benfica de la Liga Portuguesa de Basquetebol. A mitad de temporada, firma por el Elitzur Yavne B.C. de la Liga Leumit.
En la temporada 2021-22, se compromete con el SLUC Nancy de la LNB Pro B, con el que lograría ser campeón de liga y el ascenso a la LNB Pro A.
El 30 de mayo de 2022, renueva su contrato con SLUC Nancy para jugar en la LNB Pro A.